# Medaliści mistrzostw świata w kolarstwie BMX - Jazda na czas
Lista medalistów i medalistek mistrzostw świata w kolarstwie BMX w jeździe na czas.

## Kobiety
| Rok i miejsce                    | Złoto             | Srebro            | Brąz              |
| -------------------------------- | ----------------- | ----------------- | ----------------- |
| 2011 Kopenhaga, Dania            | Shanaze Reade     | Caroline Buchanan | Mariana Pajón     |
| 2012 Birmingham, Wielka Brytania | Caroline Buchanan | Shanaze Reade     | Eva Ailloud       |
| 2013 Auckland, Nowa Zelandia     | Mariana Pajón     | Alise Post        | Caroline Buchanan |
| 2014 Rotterdam, Holandia         | Laura Smulders    | Caroline Buchanan | Mariana Pajón     |
| 2015 Zolder, Belgia              | Mariana Pajón     | Alise Post        | Sarah Walker      |
| 2016 Medellín, Kolumbia          | Caroline Buchanan | Laura Smulders    | Mariana Pajón     |

## Mężczyźni
| Rok i miejsce                    | Złoto               | Srebro           | Brąz             |
| -------------------------------- | ------------------- | ---------------- | ---------------- |
| 2011 Kopenhaga, Dania            | Andrè Fosså Aguiluz | Jelle van Gorkom | Brian Kirkham    |
| 2012 Birmingham, Wielka Brytania | Connor Fields       | Liam Phillips    | Sylvain André    |
| 2013 Auckland, Nowa Zelandia     | Connor Fields       | Joris Daudet     | Sylvain André    |
| 2014 Rotterdam, Holandia         | Sam Willoughby      | Corben Sharrah   | Joris Daudet     |
| 2015 Zolder, Belgia              | Joris Daudet        | Niek Kimmann     | Connor Fields    |
| 2016 Medellín, Kolumbia          | Niek Kimmann        | Sam Willoughby   | Māris Štrombergs |